# Darin Morgan
Darin Morgan é um roteirista, ator e produtor de televisão norte-americano, mais conhecido por ter trabalhado na série de televisão The X-Files.

## Biografia
Morgan nasceu em Syracuse, Nova Iorque, e estudou na Universidade Loyola Marymount, co-escrevendo um curta-metragem de seis minutos que levou a um acordo com TriStar Pictures. Morgan posteriormente escreveu vários roteiro não produzidos e apareceu em dois papéis pequenos nas séries The Commish e 21 Jump Street.
Em 1994, Morgan foi escolhido para interpretar o mostro Flukeman no episódio "The Host", de The X-Files, série onde seu irmão Glen Morgan trabalhava como roteirista e produtor. O papel o forçava a usar uma incómoda roupa de borracha durante vinte horas, uma experiência que ele descreveu como "Terrível, simplesmente terrível". Depois disso, Morgan recebeu a oferta para escrever um episódio da série; ele acabou recebendo o crédito de história, com o roteiro final ficando à cargo de seu irmão e James Wong.
Pouco depois, Morgan tornou-se um roteirista de The X-Files e escreveu seu primeiro episódio sozinho, "Hambug". Com uma história engraçada, peculiar e até mesmo macabra sobre uma colônia de aberrações de circo, o episódio é considerado um marco por aliviar o tom e injetar comédia na série conhecida na época por ser sombria.
Seu roteiro seguinte, "Clyde Bruckman's Final Repose", permanece um favorito dos fãs até hoje e foi aclamado por manter o tom bem humorado de "Hambug" enquanto estendia a história para um território mais sombrio e comovente. Por esse episódio, Morgan venceu o Primetime Emmy Award de Melhor Roteiro em Série Dramática.
Em seguida, ele escreveu "War of the Coprophages" e "Jose Chung's From Outer Space", também contrinuindo em "Quagmire". Ele deixou The X-Files ao final de sua terceira temporada, entrando para a equipe de Millennium. Ele escreveu e dirigiu dois episódio: "Jose Chung's Doomsday Defense" e "Somehow, Satan Got Behind Me", que mantinham o tom humorado de seus trabalhos anteriores.
Depois disso, Morgan trabalhou como produtor nas séries Night Stalker, Bionic Woman, Fringe e Tower Prep. Ele também atuou novamente em The X-Files no episódio "Small Potatoes", interpretando o metamorfo Eddie Van Blundht.